# Curtea marțială (Star Trek: Seria originală)
Curtea marțială (Court Martial) este un episod din Star Trek: Seria originală care a avut premiera la 2 februarie 1967.

## Prezentare
Căpitanul Kirk este judecat pentru neglijență după ce un membru al echipajului său este ucis în timpul unei puternice furtuni ionice. Kirk insistă că acțiunile sale au fost adecvate și nu ar fi trebuit să ducă la moartea ofițerului, dar dovezile îi sunt potrivnice. Totul pare pierdut până când noi dovezi îl determină pe avocatul lui Kirk să recurgă la o strategie de apărare inovativă.